# Fric Detiček
Frederik Detiček, detto Fric (Kranj, 27 gennaio 1943), è un ex sciatore alpino sloveno che gareggiò per la nazionale jugoslava.

## Biografia
Sciatore polivalente, Fric Detiček debuttò in campo internazionale in occasione del trofeo Hahnenkamm 1962 (Kitzbühel, 21-22 gennaio), dove non completò lo slalom speciale; ai IX Giochi olimpici invernali di Innsbruck 1964 (29 gennaio-9 febbraio), sua unica partecipazione olimpica e iridata, si classificò 51º nella discesa libera, 50º nello slalom gigante, non si qualificò per la finale nello slalom speciale (fu 43º nella prova di qualificazione) e 24º nella combinata, disputata in sede olimpica ma valida solo ai fini dei Mondiali 1964. Si congedò dalle competizioni in occasione del trofeo Pokal Vitranc 1966 (Kranjska Gora, 19-20 febbraio).

## Palmarès

### Campionati jugoslavi
- 3 ori (slalom gigante nel 1962; slalom gigante, combinata nel 1963)[4]